# جورجيا لي
جورجيا لي (بالإنجليزية: Georgia Lee)‏ هي مغنية أسترالية، ولدت في 1921 في كيرنز في أستراليا، وتوفي بنفس المكان في 23 أبريل 2010.

## وصلات خارجية
- جورجيا لي على موقع ميوزك برينز (الإنجليزية)